# Amione
L'Amione è un torrente appenninico del Piemonte; è tributario dell'Orba in sinistra idrografica.

## Geografia

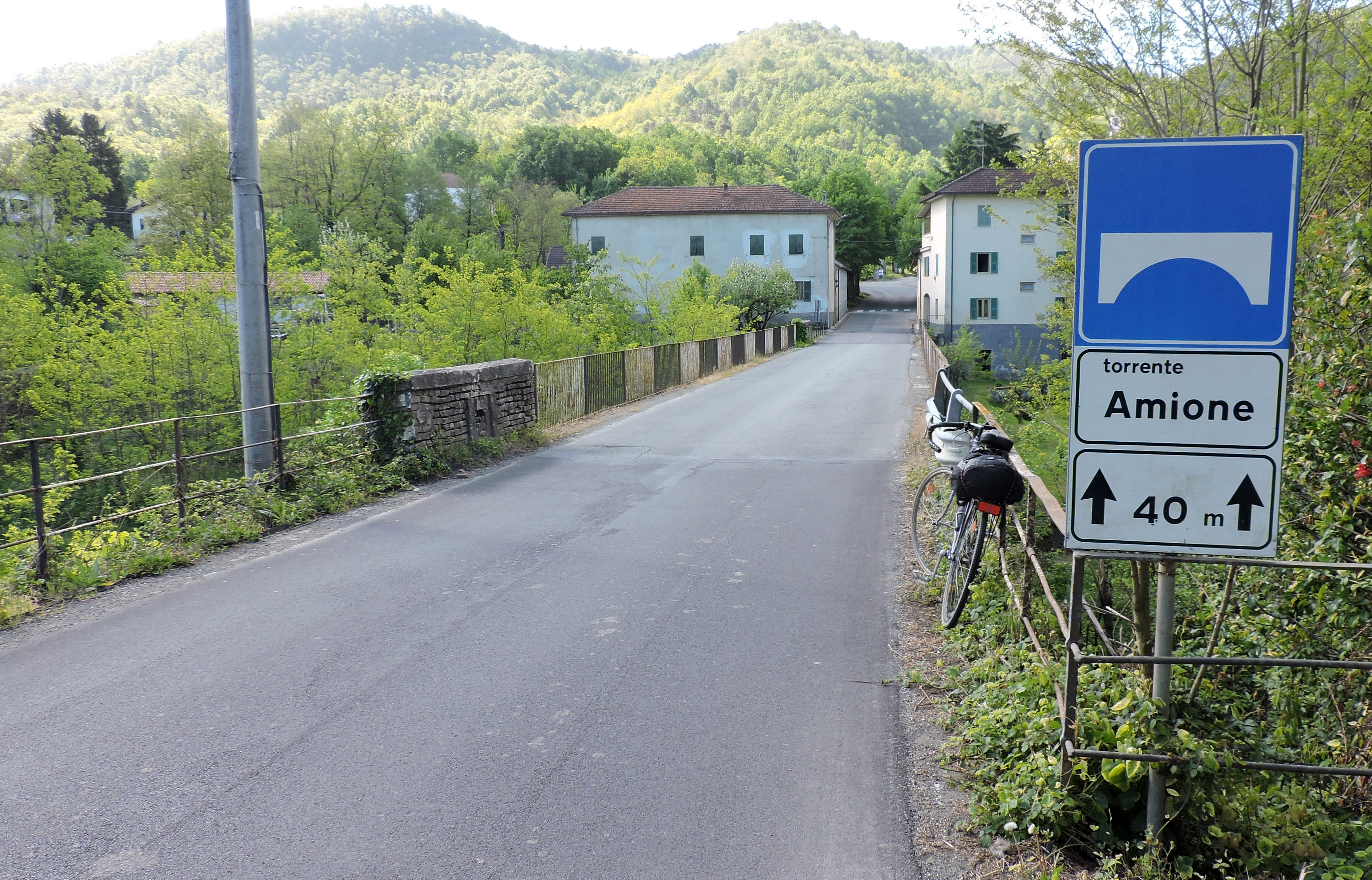
Ponte sull'Amione presso Cascinetta

Il torrente nasce attorno ai 500 metri di quota poco a ovest del Bric degli Uvi, nel territorio del comune di Cassinelle, nei pressi della frazione Bandita e non lontano dalle fonti del Caramagna.
Dopo un breve tratto iniziale in direzione nord quasi parallelo alla SP 208 Strada Provinciale Cassinelle - Cimaferle, il corso d'acqua assume un andamento verso nord-est, che grossomodo manterrà fino alla confluenza nell'Orba. Toccata la cascina Amione riceve da sinistra le acque provenienti dalla Fonte Ferrosa. Entra poi in comune di Molare ricevendo da destra il rio delle Rocche, proveniente dalle colline a sud dell'omonimo santuario mariano, e va infine a gettarsi nell'Orba nei pressi di Borgo Amione, poco a sud del cimitero di Molare. La confluenza avviene a circa 190 m s.l.m..

## Geologia
La vallata dell'Amione segue probabilmente una discontinuità tettonica dove vengono a contatto una zona di rocce sedimentarie di origine triassica con un'area di rocce molto più antiche, discontinuità che un tempo rappresentava una linea di costa.
La parte alta della valle è nota ai geologi per la presenza di affioramenti di marne a filliti e di molluschi fossili tra i quali Tympanotonus margaritaceus (famiglia Potamididae).